# Ipswich (Australia)
Ipswich è una città australiana di 281 790 abitanti nello Stato del Queensland.

## Amministrazione

### Gemellaggi
- Hyderabad
- Nerima